# Stanley Price Weir

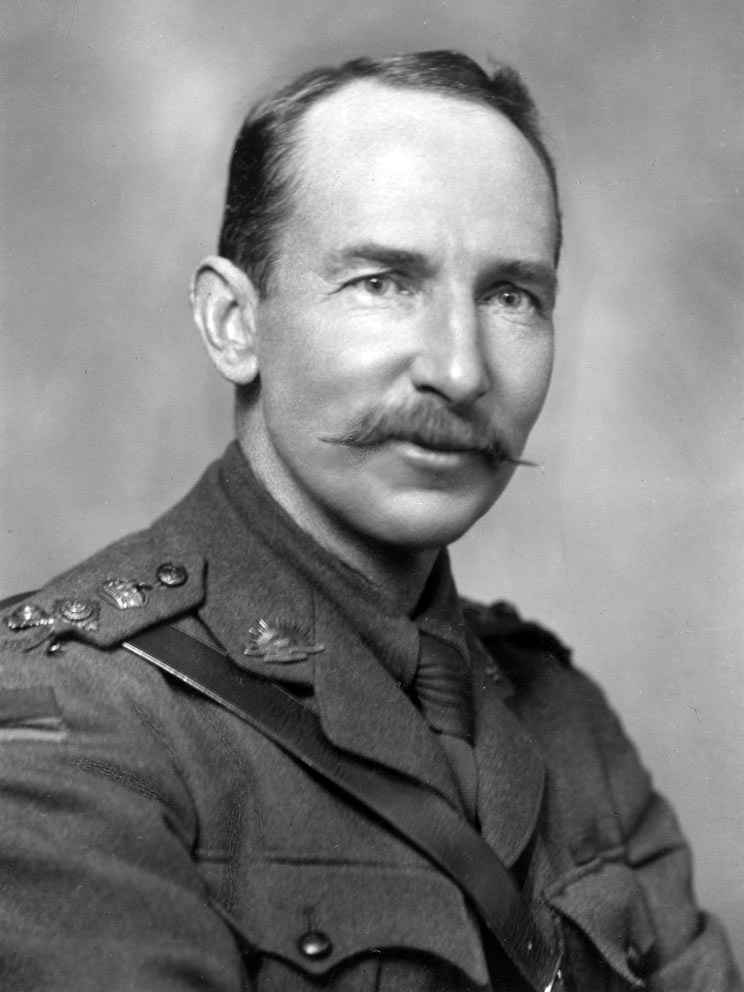
Stanley Price Weir

Stanley Price Weir (* 23. April 1866 in Norwood, Australien; 14. November 1944 in St Peters, Adelaide, Australien) war ein australischer Beamter und Offizier. Während des Ersten Weltkriegs diente er als Bataillonskommandeur der sog. First Australian Imperial Force erst in Gallipoli und später an der Westfront.
Spät in 1916 kehrte er nach Australien zurück und wurde der erste Public Service Commissioner Südaustraliens. Bei seiner Pensionierung vom Militär 1921 erhielt er den Brevet-Rang eines Brigadegenerals. 1931 ging er von seiner Tätigkeit als Public Service Commissioner ebenfalls in Pension.

## Biographie

### Frühe Jahre
Weir wurde am 23. April 1866 in Norwood, South Australia, als Sohn von Alfred Weir und Susannah Mary (geb. Price) geboren. Sein Vater war Zimmermann und emigrierte 1839 aus Aberdeen, Schottland, nach South Australia. Zwei Jahre nach der Gründung der britischen Kolonie South Australia besuchte er die Moore's School, die Norwood Public School und die Pulteney Grammar School. 1879, im Alter von 13 Jahren, trat er als Büroassistent in das Surveyor General's Department (deutsch: Generalvermessungsdienst von Südaustralien) ein. Er assistierte dem Landvermesser, der das Land hinter dem Government House in Adelaide für den Torrens Parade Ground absteckte, und wurde später in diesem Dienst angestellt. Am 14. Mai 1890 heiratete er Rosa Wadham in der Christian Chapel in Norwood. Er stieg in der Abteilung auf und wurde am 1. Juli 1911 zum Vermessungslagerverwalter, Planverwalter und Verwalter des Fuhrparks ernannt. Am 10. September 1914 wurde er außerdem zum Friedensrichter ernannt.

### Militärkarriere
Weir meldete sich im März 1885 als Freiwilliger bei den Colonial Forces of Australia und schloss sich als einfacher Soldat dem 1. Bataillon der Adelaide Rifles an. Bis 1890 wurde er zum Colonial Sergeant befördert. Am 19. März 1890 erhielt er die Beförderung zum Leutnant im 3. Bataillon der Adelaide Rifles und am 25. Mai 1893 die zum Hauptmann. Als der Zweite Burenkrieg ausbrach, meldete er sich freiwillig zum Dienst beim South Australian Bushmen's Corps, aber Kavallerie-Offiziere wurden bevorzugt und er wurde nicht ausgewählt.
Am 1. Juli 1903 wurden die Adelaide Rifles zum 10. Infanterieregiment der Commonwealth Military Forces, und Weir wurde zum Adjutanten ernannt. Am 1. Januar 1904 wurde er zum Major befördert und stellvertretender Regimentskommandeur. 1905 erhielt er die Long Service and Good Conduct Medal und 1908 die Volunteer Officers' Decoration. Am 22. Juni 1908 wurde Weir zum Oberstleutnant befördert und fungierte als Kommandeur des 10. Infanterieregiments. Ab dem 1. Januar 1912 war er bis zur Einführung der Wehrpflicht in Australien am 1. Juli ohne Kommando. Anschließend übernahm er als Kommandeur die 19. Infanteriebrigade und wurde am 9. September 1913 zum Oberst befördert.

#### Erster Weltkrieg
Am 12. August 1914, nach Ausbruch des Ersten Weltkriegs, erhielt Weir ein Telegramm von Oberst Ewen Sinclair-MacLagan, dem designierten Kommandeur der australischen 3. Brigade, in dem ihm das Kommando über das 10. Bataillon angeboten wurde. Weir nahm das Angebot an und wurde am 17. August zum Oberstleutnant der Australian Imperial Force (AIF) ernannt. Damit war er der erste Südaustralier, der in die AIF berufen wurde. Er behielt seinen Rang als Oberst in der wehrpflichtigen Truppe ehrenamtlich.

#### Gallipoli
Weirs Bataillon wurde der Morphettville Racecourse in Adelaide als Quartier zugewiesen. Als am 20. Oktober 1914 der erste Konvoi australischer Truppen zum Einsatz in Übersee aufbrach, bestieg die Einheit das Transportschiff Ascanius. In Fremantle wurden noch sechs Kompanien des 11. Bataillons auf das Transportschiff geladen und Weir wurde zum Kommandanten der verladenen Truppen für die Reise ernannt. Am 6. Dezember 1914 erreichte der Transport Alexandria und die Truppen wurden nach Kairo verlegt. Der australische offizielle Kriegshistoriker, Charles Bean, beschrieb Weir als „etwas überdurchschnittlich alt“ für einen Bataillonskommandeur.
Nach der Entscheidung der Alliierten, eine Landeoperation auf der Halbinsel Gallipoli durchzuführen, wurde die 3. Brigade als Deckungstruppe für die Anlandung in Anzac Cove ausgewählt. Das 10. Bataillon schiffte sich am 1. März 1915 zur griechischen Insel Lemnos in der nördlichen Ägäis ein und nach weiterer Ausbildung auf Lemnos war das Bataillon eines der ersten Bataillone, die am Morgen des 25. April 1915 an Land gingen.
Während der Landung, als die Boote mit den Führungselementen des Bataillons etwa 40 Meter vom Ufer entfernt waren, bemerkte Weir laut Bean gegenüber einem anderen Offizier in seinem Boot, dass alles still sei, doch kurz darauf begannen osmanische Truppen auf die Landungstruppe zu schießen. Weir landete mit dem Aufklärungszug und befahl seinen Männern und dem 9. Bataillons die Klippen zu erklimmen, die den Strand überblickten. Auf die Landung folgten schwere Kämpfe, und innerhalb von fünf Tagen war die Hälfte von Weirs Bataillon getötet oder verwundet worden. Der Vormarsch der australischen und neuseeländischen Truppen ins Landesinnere von der Anzac-Bucht aus wurde von den sich zäh verteidigenden osmanischen Streitkräften aufgehalten und die Landungstruppe schließlich in einem kleinen Brückenkopf innerhalb einer Reihe von Bergrücken, die die Bucht umgaben, eingedämmt. Weir war der einzige kommandierende Offizier der 3. Brigade, dem es gelungen war, kurzzeitig über den ersten Bergrücken hinaus vorzudringen.
In dieser Pattsituation in den frühen Phasen des Feldzugs führte Weir weiterhin das Kommando über sein Bataillon, bis er am 25. August zum Kommandeur der 3. Brigade ernannt wurde. Am 11. September erkrankte er und wurde zu einem Krankenhausaufenthalt nach Malta evakuiert. Anschließend wurde er in das Vereinigte Königreich verlegt, wo er sich bis Januar 1916 in Rekonvaleszenz befand und anschließend zum Kommandanten des australischen Ersatzlagers in Weymouth ernannt wurde.

#### Westfront

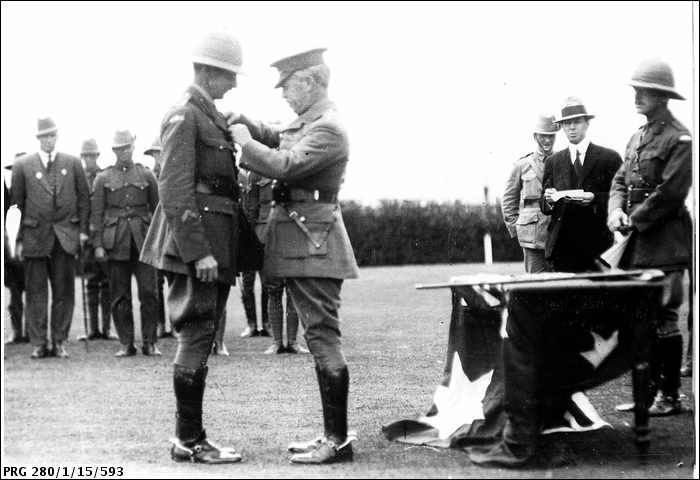
Weir (links im Vordergrund) erhält den Distinguished Service Order vom Gouverneur von Südaustralien, Oberstleutnant Sir Henry Lionel Galway, in der Keswick Barracks am 15. Januar 1919

Weirs Gesundheit hatte sich noch nicht vollständig erholt, als er erneut nach Ägypten aufbrach und sich am 4. März 1916 wieder seinem Bataillon anschloss. Dieses war nach dem erfolglosen Abschluss der Kämpfe in Gallipoli im Dezember 1915 dorthin zurückverlegt worden. Nach seinem Abgang kämpfte sich das 10. Bataillon durch den Rest des Feldzuges, bevor es im Dezember 1915 zusammen mit dem Rest der alliierten Streitkräfte abgezogen wurde. Das Bataillon wurde anschließend nach Ägypten zurückverlegt. Mitte 1916 wurde der Großteil der AIF an die Westfront verlegt, und Weir führte das 10. Bataillon im Juli und August 1916 während der Schlacht von Pozières und der Schlacht von Mouquet Farm. Bei Pozières erlitt das Bataillon in vier Tagen 350 Mann Verluste. Zum Zeitpunkt der Schlacht war Weir der einzige ursprüngliche Bataillonskommandeur, der in der 1. Australischen Division verblieben war, und war 50 Jahre alt geworden. Am 23. August, unmittelbar nach Mouquet Farm, wurde Weir erneut zum stellvertretenden Kommandeur der 3. Brigade ernannt. Erschöpft bat er am 7. September 1916 um Ablösung, und seinem Antrag wurde stattgegeben. Am 23. September 1916 kehrte er nach Australien zurück, und seine Anstellung bei der AIF wurde am 14. Dezember beendet. In der offiziellen australischen Kriegsgeschichte bemerkt Bean, dass Weir trotz seines Alters „sein Bataillon an die Front führte, es dort während der ersten Schlacht befehligte und länger im Feld blieb als fast alle der hochrangigen Milizoffiziere, die mit der ursprünglichen Truppe angereist waren“.

### Spätere Karriere
Weir hatte bei seiner Rückkehr in eine zivile Karriere zwei bedeutende Vorteile. Erstens wurde er lange vor den meisten Soldaten repatriiert, und zweitens hatte Südaustralien eine Politik der Bevorzugung heimgekehrter Soldaten bei Regierungsanstellungen umgesetzt. Diese Umstände verhalfen ihm 1916 zur Ernennung zum ersten südaustralischen Public Service Commissioner. Weir war für diese Rolle nicht geeignet, da er nicht in der Lage war, die konkurrierenden persönlichen und politischen Agenden hochrangiger Staatsbeamter und Politiker zu steuern, und wurde bald an den Rand gedrängt. 1925 ermöglichten Gesetzesänderungen der Regierung, Weir zu ersetzen, was 1930 geschah. In den letzten anderthalb Jahren vor seiner Pensionierung 1931 war Weir Vorsitzender sowohl des Central Board of Health als auch des Public Relief Board und zeichnete sich bei Letzterem durch hervorragende Leistungen aus.
Am 8. Juni 1923 starb Weirs Frau Rosa nach vielen Jahren schlechter Gesundheit. Er heiratete 1926 Lydia Maria Schrapel. Weir führte einen aktiven Ruhestand und beteiligte sich an mehreren religiösen, Wohltätigkeits- und Wohlfahrtsorganisationen und -aktivitäten und amtierte auch als Präsident verschiedener Institutionen.

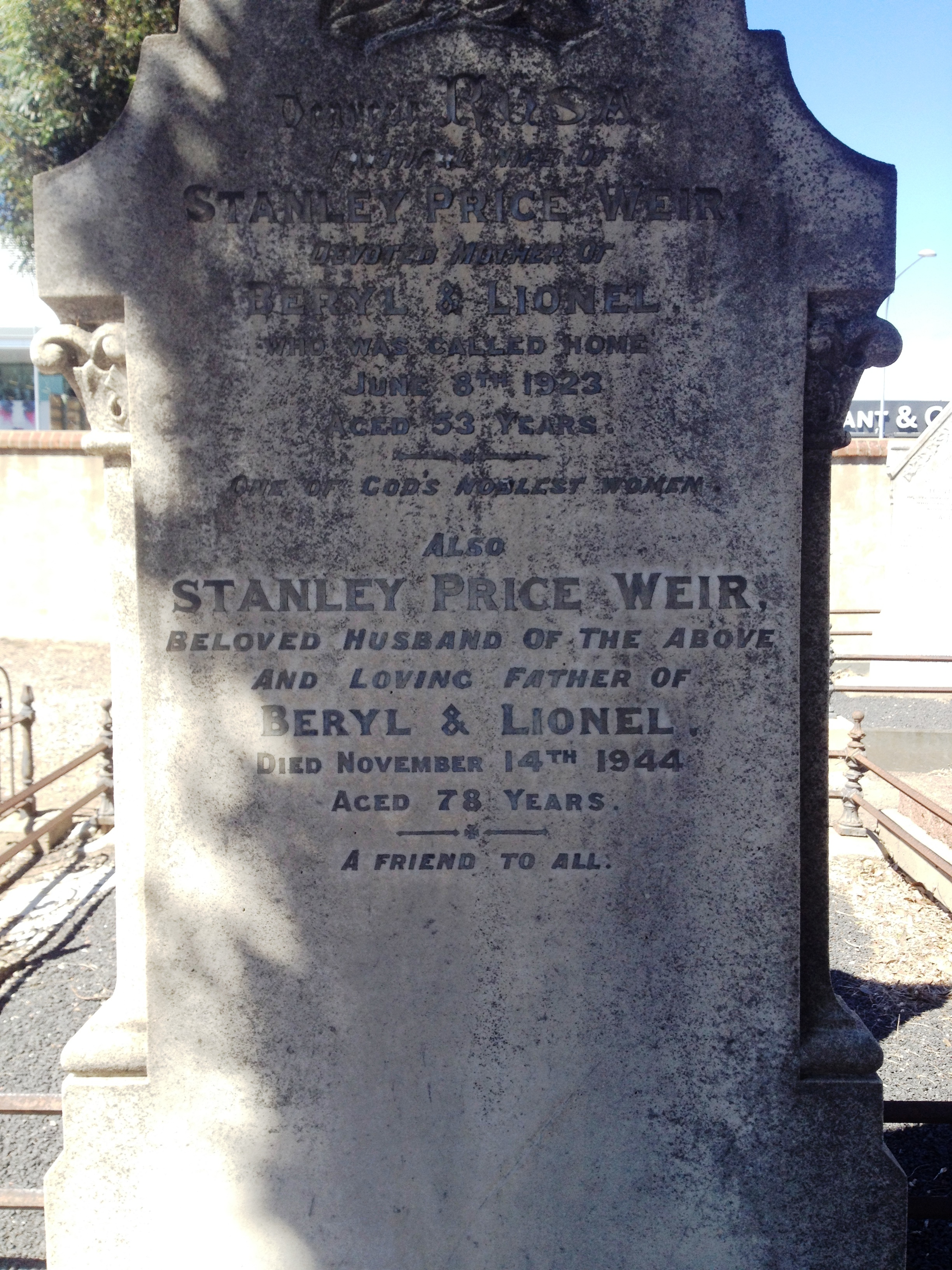
Weirs Grabstein auf dem West Terrace Cemetery, Adelaide, South Australia

Weir schrieb das Vorwort zur Geschichte des 10. Bataillons mit dem Titel The Fighting 10th: A South Australian Centenary Souvenir of the 10th Battalion, AIF 1914–1919, das von einem ehemaligen Mitglied des Bataillons, Cecil Lock, geschrieben und 1936 veröffentlicht wurde. 1943 wurde Weir bei einem Autounfall schwer verletzt. Man geht davon aus, dass seine Verletzungen bei dem Unfall zu seinem Tod am 14. November 1944 beitrugen. Weir hinterließ seine Frau Lydia sowie seinen Sohn Lionel und seine Tochter Beryl aus seiner ersten Ehe. Weir wurde auf dem West Terrace Cemetery beerdigt.